# خسرو باشا البوسنوي
خسرو باشا البوسنوي (Gazi Ekrem Hüsrev Paşa) (ت. 1632 م) آغا الانكشارية في الدولة العثمانية، تولى منصب الصدارة، سار بحملة عسكرية إلى فارس، حاصر بغداد فترة بدون جدوى، آل الأمر إلى فتن، وقطع رأسه.